# Phymaturus somuncurensis
Phymaturus somuncurensis — вид ігуаноподібних ящірок родини Liolaemidae. Ендемік Аргентини.

## Поширення і екологія
Phymaturus somuncurensis мешкають на плато Сомункура на півдні аргентинської провінції Ріо-Негро. Вони живуть серед скельних виступів, на висоті від 1000 до 1200 м над рівнем моря. Живляться рослинністю, є живородними.